# 아마오 미사오
아마오 마사오 (한국명:마리)는 마법천사 루비의 등장인물이다. 애니메이션에서 목소리를 연기한 성우는 일본판은 카사하라 루미이고 한국판은 이현선, 김선혜이다. 

## 개요
카와이 사사미와 친한 친구이지만, 사사미에게 컴플렉스를 느끼고 있었다. 루미아에 의해 강제로 마법소녀가 된다. 

## 픽시 미사
픽시 뮤테이션 매지컬 리콜. 이미지 색상은 보라색.
변신 전보다 키도 커지고, 머리 색깔도 보라색에서 노란색으로 변한다. 